# George Robson (rugby à XV)
Pour les articles homonymes, voir George Robson.

a Compétitions nationales et continentales officielles uniquement.

Dernière mise à jour le 18 septembre 2017.
George David Robson, né le 4 novembre 1985 à Stourbridge, est un joueur anglais de rugby à XV évoluant au poste de deuxième ligne. 

## Carrière
Sélectionné avec l'équipe d'Angleterre des moins de 16 ans et de moins de 18 ans, il a joué avec les Harlequins de 2006 à 2015 avant de rejoindre l'US Oyonnax en 2015. Il n'y reste qu'une saison avant de retourner en Angleterre pour le club des London Irish.